# Комишуваха (притока Кальміусу)
Комишуваха — річка у Кальміуському районі Донецької області, права притока річки Кальміус.

## Опис
Довжина річки 12  км., похил річки — 7,6 м/км. Формується з декількох безіменних струмків та 5 водойм. Площа басейну 46,9 км².

## Розташування
Комишуваха бере початок на південному сході від села Кам'янки. Тече переважно на південний схід і на околиці Старобешевого впадає у річку Кальміус (басейн Азовського моря).